# Pitiriasi lichenoide
La pitiriasi lichenoide, detta anche parapsoriasi lichenoide o parapsoriasi guttata, è una rara malattia della pelle di causa sconosciuta, più comune nei bambini, caratterizzata da eruzioni cutanee squamose che migliorano anche senza trattamento. Può manifestarsi in una forma cronica, più lieve, o in una forma acuta, più grave. Secondo le moderne classificazioni, la pitiriasi lichenoide afferisce al gruppo delle parapsoriasi.

## Classificazione
Questa patologia può essere di due tipi diversi:
- Forma subacuta: pitiriasi lichenoide cronica, caratterizzata dal graduale sviluppo di papule squamose rosacee che si diffondono spontaneamente sulla superficie corporea. Con il passare delle settimane diventano rosse e marroni, prima di appiattirsi e scomparire spontaneamente. Non provocano prurito o dolore, né si accompagnano a febbre, ma il loro processo di evoluzione e la conseguente scomparsa richiede molti mesi (da 4 a 10). Se le papule si rompono, possono lasciare piccole cicatrici.
- Forma acuta: Pitiriasi lichenoide e varioliforme acuta (PLEVA), detta anche malattia di Mucha-Habermann, caratterizzata dalla brusca eruzione di piccole papule squamose, diffuse soprattutto sul tronco e sulle braccia, che si sviluppano in vescicole e chiazze rossastre e brune. Dopo la loro comparsa, impiegano in genere dalle 4 alle 8 settimane per scomparire. Si tratta di una forma acuta e dal decorso più grave rispetto alla forma cronica. Esordisce con febbre alta e vescicole dolorose che si ulcerano e sanguinano, in alcuni casi infettandosi (trasformandosi, in questo caso, in pustole necrotiche). Altri sintomi sistemici possono includere mal di gola, diarrea, dolori addominali, confusione mentale, polmonite, milza ingrossata, artrite, sepsi (se le vesciche si infettano), anemia se i sanguinamenti delle lesioni sono copiose e ulcere congiuntivali.

## Diagnosi
Il sospetto clinico, formulabile già a seguito di un esame obiettivo, deve essere istologicamente confermato mediante una biopsia delle lesioni cutanee. La pitiriasi lichenoide entra in diagnosi differenziale con altre patologie cutanee, come la psoriasi, altre forme di parapsoriasi, il lichen planus e alcune forme di esantema che si sviluppano in alcune infezioni virali.

## Trattamento
Le terapie attualmente più praticate per la pitiriasi lichenoide sono:
- Fototerapia, con un'esposizione al sole che però non deve essere eccessiva, onde evitare ustioni.
- Steroidi topici (ad applicazione locale) per ridurre l'irritazione cutanea. In anni più recenti, le preoccupazioni sollevate circa l'effetto immunosoppressivo di questi steroidi hanno portato a un maggiore utilizzo, come opzione terapeutica alternativa, di farmaci antinfiammatori non steroidei (FANS).
- Immunoterapia con alcuni immunomodulatori ad uso locale, ad esempio tramite pomate a base di tacrolimus, da applicare anche due volte al giorno.
- Antibiotici per via orale: l'eritromicina, le tetracicline e la doxiciclina sono stati usati con successo per curare la pitiriasi lichenoide, anche nei casi del sottotipo varioliforme acuto.
- Solo nei casi di malattia di Mucha-Habermann, assunzione di metotrexato per via orale o endovenosa.

## Prognosi
La malattia tende a risolversi spontaneamente nell'arco di alcuni mesi e solo raramente (nel 2% circa dei casi) rappresenta una condizione precancerosa che evolve, come nel caso di altre parapsoriasi, in un linfoma cutaneo a cellule T.